# 广文街道
广文街道，是中华人民共和国山東省潍坊市奎文区下辖的一个乡镇级行政单位。

## 行政区划
广文街道下辖以下地区：
虞虹桥社区、西上虞社区、松鹤园社区、文化路社区、中上虞社区、李家社区和东上虞社区。